# Echt venushaar
Het echt venushaar (Adiantum capillus-veneris) is een varen uit de lintvarenfamilie (Pteridaceae) die wereldwijd voorkomt in subtropische en tropische streken. De varen wordt in België op enkele stedelijke locaties verwilderd aangetroffen.

## Naamgeving enetymologie
- Synoniemen: Adiantum affine Willd., Adiantum capillaceum Dulac, Adiantum coriandrifolium Lam., Adiantum cuneifolium Stokes, Adiantum fontanum Salisb., Adiantum modestum Underw., Adiantum trifidum Bolle
- Duits: Frauenhaarfarn
- Engels: Black maidenhair fern, Venus's-hair fern, Southern maidenhair
- Frans: Capillaire de Montpellier, Capillaire cheveux de Vénus
- Nederlands: Echt venushaar, venushaar

De botanische naam Adiantum is afgeleid van het Oudgriekse 'ἀδίαντος', adiantos (niet-bevochtigd), vanwege de waterafstotende blaadjes. De soortaanduiding capillus-veneris komt van het Latijnse 'capillus' (haar) en 'Veneris' (van Venus) en betekent dus letterlijk 'venushaar'.

## Kenmerken
Het echt venushaar is een kleine, gracieuze groenblijvende varen met korte, kruipende, vertakte en goud-bruin geschubde rizomen waaruit talrijke fijne, tot 35 cm lange en 15 cm brede, afhangende bladen ontspringen. De bladstelen zijn zeer fijn en glanzend, aan de basis gegroefd en donker gekleurd, en bevatten één of twee vaatbundels.

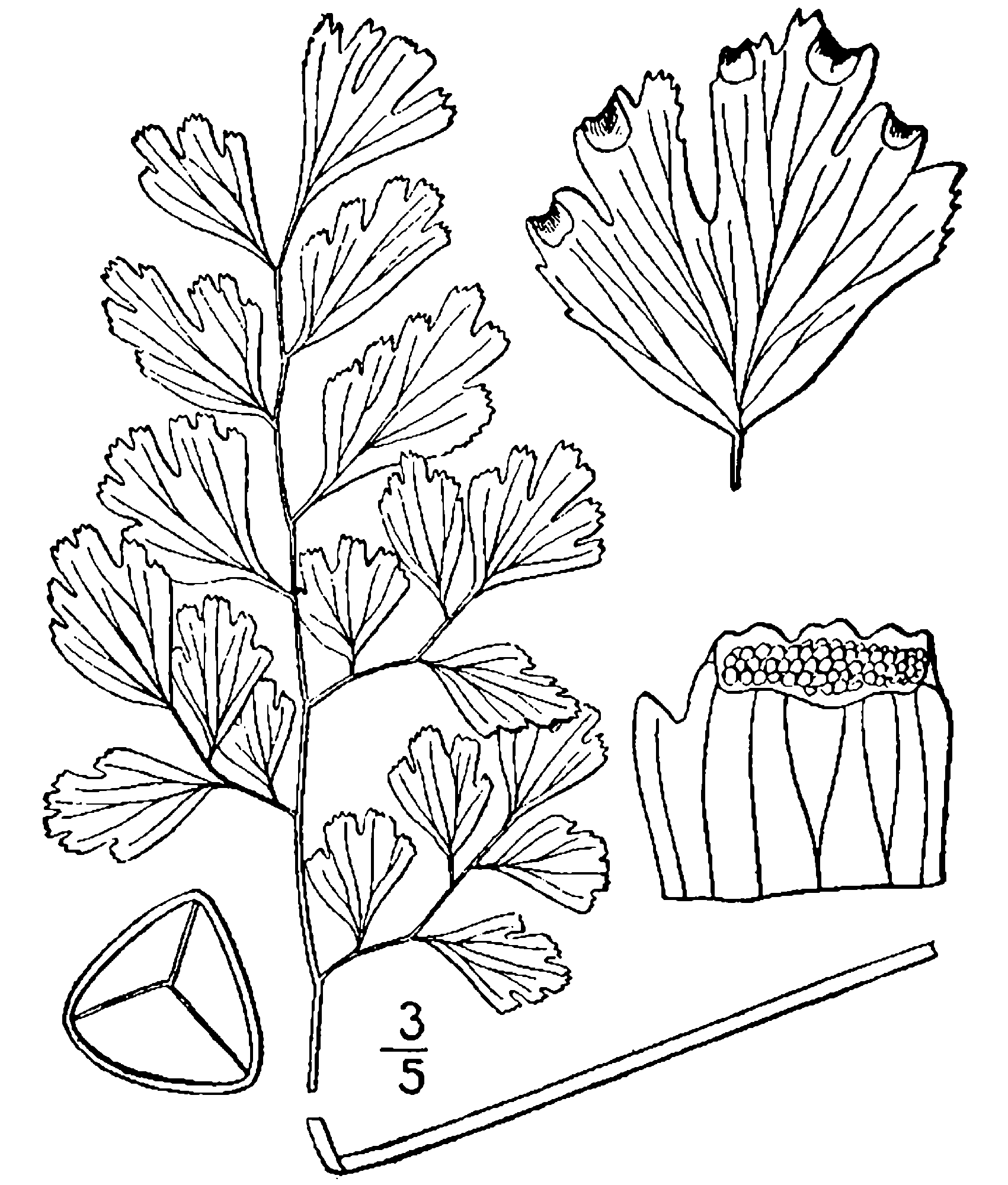
Sporenhoopjes onder de omgekrulde bladtoppen

De bladen zijn driehoekig tot ovaal van vorm, lichtgroen gekleurd, onbehaard, dikwijls bedekt met een waslaagje, en twee- (soms drie-)voudig gedeeld. Fertiele en steriele bladen zijn praktisch gelijkvormig. De bladsteel is ongeveer half zo lang als het blad. De individuele bladslipjes zijn ruit-, wig- of waaiervormig, ongeveer even lang als breed, de voorrand niet tot ondiep ingesneden en fijn getand, aan de basis kielvormig versmald langs de steel. De nerven eindigen in de tandjes op de bladrand.
De sporenhoopjes liggen aan de toppen van de onderzijde van de bladen, onder de omgerolde bladranden. Er is geen dekvliesje. De sporen zijn rijp in de lente tot de zomer.

## Habitat
Het echt venushaar komt voor op vochtige kalkrotswanden op halfbeschaduwde of open plaatsen, zoals in rotsspleten en op kliffen langs rivieren en watervallen. Ook op oude, kalkrijke en vochtige muren. Op geschikte plaatsen kan het venushaar grote oppervlaktes bedekken.

## Voorkomen
Het echt venushaar is wereldwijd verspreid over subtropische en tropische streken. In Europa komt de plant voor in het Middellands Zeegebied tot aan de Alpen.
Hij komt in België voor op enkele stedelijke locaties zoals Antwerpen, Brugge, Brussel, Gent en Leuven.

## Verwante en gelijkende soorten
Het echt venushaar heeft in Europa, buiten Portugal en de Azoren, geen nauwe verwanten.
Verwarring met andere varens is nauwelijks mogelijk, tenzij met het fijn venushaar (Adiantum raddianum), een soort die soms als kamerplant wordt gehouden. Het duidelijkste verschil zijn de nerven van het echt venushaar, die in de tandjes op de bladrand eindigen, terwijl die van het fijn venushaar tussen de tandjes eindigen